# Monica Mazibukwana
Pas d'image ? Cliquez ici

b Matchs officiels uniquement.
Monica Mazibukwana est une joueuse internationale de rugby à XV sud-africaine née le 28 mai 1998, évoluant au poste de pilier.

## Biographie
Monica Mazibukwana naît le 28 mai 1998. En 2022 elle joue pour le club de Eastern Province Elephants de Port Elizabeth. Elle n'a que 3 sélections en équipe nationale quand elle est retenue en septembre 2022 pour disputer sous les couleurs de son pays la Coupe du monde de rugby à XV en Nouvelle-Zélande.